# The Movies
The Movies è un videogioco di simulazione sviluppato dai Lionhead Studios per i sistemi Microsoft Windows e pubblicato dall'Activision l'8 novembre 2005 negli Stati Uniti d'America e in Europa l'11 novembre 2005. La Feral Interactive ne ha curato la conversione per macOS che fu messa in vendita il 20 dicembre 2006.
In The Movies il giocatore impersona i panni di un produttore cinematografico di Hollywood che gestisce uno studio. Il gioco verte sulla realizzazione dei film e quindi comprende le fasi di registrazione del film, di montaggio e di distribuzione dello stesso. I film vengono girati utilizzando la tecnica machinima. Il gioco è simile come concetto a Stunt Island, un gioco degli anni novanta. Molte sono le similarità con il gioco del 1988 Charlie Chaplin, il gioco Steven Spielberg's Director's Chair del 1996 e con 3D Movie Maker sempre del 1996.
La versione per macOS pubblicata nell'ottobre del 2006 da Feral Interactive vinse un BAFTA come migliore gioco di simulazione del 2006. La versione Macintosh aveva molte caratteristiche aggiuntive non disponibili nella versione Windows, come la gestione dell'esportazione verso iPod e la realizzazione di film in alta definizione. Inoltre la versione per Macintosh era integrata con le applicazioni Apple iLife e quindi supportava direttamente iTunes, iMovieHD e GarageBand oltre ad avere alcuni programmi aggiuntivi. Il gioco ricevette una candidatura per la colonna sonora ma non vinse il premio. Nell'agosto del 2011 è iniziata la distribuzione tramite Mac App Store del gioco con l'espansione The Movies: Stunts & Effects.

## Modalità di gioco
Il gioco inizia nel 1920, poco prima della Grande depressione, e mano mano che gli anni passano si sbloccheranno un numero sempre maggiore di set e costumi e tecnologie sempre più sofisticate. Un film inizia con la stesura della sceneggiatura, che può essere di cinque generi: Sentimentale, Fantascienza, Azione, Horror e Commedia. Una volta ottenuta la sceneggiatura, bisogna iniziare il casting: bisogna quindi scegliere il regista, gli attori principali (da un minimo di 1 a un massimo di 3), le comparse (non sono indispensabili, ma più sono numerose e più, in genere, il film è migliore) e la troupe. Gli attori quindi inizieranno a provare il copione; tale copione è una serie di scene, personaggi e azioni inizialmente messa insieme dal computer, ma su cui in seguito si può intervenire personalmente fin nei minimi particolari. In base alla qualità della sceneggiatura, al talento degli attori e del regista, alle condizioni dei set, all'esperienza della troupe e alla tecnologia impiegata, il risultato sarà un film che verrà valutato da una a cinque stelle.
La disposizione degli edifici negli studi è molto importante, in quanto gli impiegati si muovono fisicamente da un luogo all'altro durante il lavoro: avere i vari set sparpagliati in giro causa pertanto ritardi e costi addizionali.
Uno degli elementi del gioco sono i DJ radiofonici, che accompagnano il giocatore con notizie, gag e commenti sugli avvenimenti del mondo. Ogni speaker è appropriato all'epoca in cui si trova, con commentatori "seri e cupi" durante il Maccartismo e alla Grand Theft Auto negli anni novanta. I gusti degli spettatori saranno influenzati da eventi realmente accaduti, come ad esempio la Seconda guerra mondiale, il Maccartismo, la Guerra del Golfo: in guerra il pubblico sentirà il bisogno di commedie e film capaci di distrarre, mentre il periodo di James Dean e della "Gioventù Bruciata" segnerà il successo delle pellicole romantiche e d'azione.
I compositori della Lionhead hanno prodotto musiche adatte a ogni genere e a ogni periodo. Nonostante ogni pezzo sia originale, ci saranno nelle situazioni appropriate echi a temi famosi, dai tradizionali pezzi al pianoforte che accompagnavano le comiche, a musiche ispirate a pietre miliari dell'industria cinematografica quali, ad esempio, quelle de Il padrino, dei film di James Bond, Via col vento, Guerre stellari, Batman, Salvate il soldato Ryan.
Ogni 5 anni si tengono cerimonie di premiazione stile Notte degli Oscar, durante le quali verranno assegnati premi al miglior attore, al miglior regista, agli studi cinematografici più prestigiosi, alla qualità cinematografica, allo studio con le star più felici, all'attore più prolifico e così via. Ogni premio ricevuto, oltre ad aumentare il prestigio dello studio, garantisce un bonus: ad esempio il premio alla miglior regia dà il bonus "Tocco di Mida", che rende i film diretti dal regista premiato migliori (ma anche altri che riducono gli stipendi dei dipendenti senza che se ne accorgano o che rendono i film sempre una novità).

## Espansioni
The Movies è uscito anche in un'edizione speciale, Premiere Edition, che oltre alla versione integrale del gioco comprende anche la guida con suggerimenti alla lavorazione avanzata e un disco bonus che include 10 costumi esclusivi (tra i quali, ad esempio, il costume da "Avventuriero Anni '30": una copia perfetta del vestito di Indiana Jones), 20 brani della colonna sonora e filmati esclusivi.
Dopo pochi mesi dall'uscita del videogioco, venne messa in giro su internet una espansione chiamata Stunts and Effects, nella quale il giocatore ha a disposizione tutta una serie di nuovi set, attori, e soprattutto l'aggiunta di effetti speciali e degli stuntman. L'espansione tuttavia non è stata tradotta in italiano e sembra essere incompatibile con la versione italiana.

## Modalità avanzata
Una modalità del videogioco, la "modalità avanzata", consente al giocatore di creare un film come lo desidera. Questa modalità rende il videogioco simile a un software di animazione con cui creare i cosiddetti machinima.
L'utente inserisce le scene desiderate di ogni set nella storyboard, che possono essere personalizzate inserendo oggetti, decidendo le condizioni atmosferiche e personalizzando in parte i comportamenti degli attori. In ogni scena sono già prefissati il numero e i movimenti degli attori e le inquadrature, aspetti che non possono essere modificati dall'utente. Il limite delle inquadrature può essere aggirato installando l'espansione Stunts and Effects, mai pubblicata in Italia.
Per inserire gli attori l'utente provvede a trascinare gli attori dello studio cinematografico sui manichini, i quali rappresentano gli attori non ancora decisi: i ruoli principali della scena sono rappresentati con manichini rossi, verdi e blu, mentre le comparse sono rappresentati con manichini gialli.
Poiché The Movies è un videogioco di simulazione, non un software di animazione, prima di salvare il machinimia sul computer è necessario simulare le riprese del film, quindi è necessario un regista e la troupe cinematografica, ed è necessario possedere la quantità di denaro virtuale richiesta per la produzione del film. Solo dopo aver fatto questo è possibile salvare il machinimia sul computer e condividerlo.

## Critica
| Testata                    | Versione | Giudizio |
| -------------------------- | -------- | -------- |
| Everyeye.it                | PC       | 8,7/10   |
| Giochi per il mio computer | PC       | 9/10     |

The Movies è stato recensito dalla rivista italiana Giochi per il mio computer che gli ha assegnato un voto di 9/10 e il premio "gioco consigliato" del mese, commentandoː
Il giornale online italiano Everyeye.it ha lodato soprattutto l'ottima grafica in pixel art, la colonna sonora e la varietà nei minigiochi, notando tuttavia alcuni difetti e l'eccessiva facilità dei boss:

## Requisiti per PC
Requisiti minimi di sistema:
- Scheda video acceleratrice da 32 MB di memoria compatibile al 100% con DirectX 9.0 e supporto hardware per T&L;
- Sistema operativo Microsoft Windows 98SE/ME/2000/XP;
- Processore Pentium III o Athlon da 800 MHz o superiore;
- 256 MB di RAM;
- Unità DVD-ROM 2x e relativi driver aggiornati;
- 2,4 GB di spazio non compresso su disco (più 500 MB per il file di scambio di Windows);
- Scheda audio a 16-bit compatibile al 100% con DirectX 9.0 e relativi driver aggiornati;
- Mouse e tastiera compatibile al 100% con Windows 98SE/ME/2000/XP e relativi driver aggiornati.

## Doppiaggio
Nell'edizione italiana la voce che legge il tutorial del videogioco è quella di Donatella Fanfani, mentre Claudio Moneta doppia l'uomo degli Awards, Cinzia Massironi la donna degli Awards, Luca Sandri è la voce delle flash news e Donatella Fanfani le tech news.
Di seguito sono inoltre riportati i doppiatori che hanno prestato la voce ai vari disc-jockey presenti del videogioco:

| DJ                                             | Periodo storico | Musica                                            | Doppiatore originale | Doppiatore italiano |
| ---------------------------------------------- | --------------- | ------------------------------------------------- | -------------------- | ------------------- |
| William McDuff                                 | anni 1920 e '30 | Jazz                                              | Kerry Shale          | Gianni Quillico     |
| Wally Krunkleburger                            | anni '40 e '50  | Swing jazz e musica di guerra                     | Bill Roberts         | Riccardo Rovatti    |
| "Mad Dog" John (in italiano DJ Lupo Solitario) | anni 1960       | Rock e jazz anni '60                              | Robert O. Smith      | Gianni Gaude        |
| Randy Shaw                                     | anni 1970       | Disco music e rock                                | Kennie Andrews       | Ciro Imparato       |
| Andy Wright                                    | anni 1980       | Rock e new wave                                   | Kyle Eastwood        |                     |
| Whispering Kristin                             | anni 1990       | Rock e grunge                                     | Leiah Bowden         |                     |
| English Hughie                                 | dal 2000 in poi | Rock, Grunge, Jazz e musica di guerra casualmente | Jamie Cullum         |                     |

Il doppiaggio italiano è stato curato dalla società italiana Synthesis International di Milano.